# Challahalli, Kolar
Challahalli là một làng thuộc tehsil Kolar, huyện Kolar, bang Karnataka, Ấn Độ.